# Família Erígone
A família Erígone é uma pequena família de asteroides localizados no cinturão principal. A família foi nomeada devido ao primeiro asteroide que foi classificado neste grupo, o 163 Erígone.

## Os maiores membros desta família
| Nome         | Diâmetro | Semieixo maior | Inclinação orbital | Excentricidade orbital | Ano da descoberta |
| ------------ | -------- | -------------- | ------------------ | ---------------------- | ----------------- |
| 163 Erígone  | 72,63 km | 2,368 UA       | 4,813 °            | 0,190                  | 1876              |
| 933 Susi     | 21,82 km | 2,370 UA       | 5,535 °            | 0,164                  | 1927              |
| 993 Moultona | ?        | 2,862 UA       | 1,775 °            | 0,045                  | 1927              |